# Коверка
Коверка (рум. Coverca) — село у повіті Сучава в Румунії. Входить до складу комуни Панач.
Село розташоване на відстані 315 км на північ від Бухареста, 79 км на південний захід від Сучави, 145 км на схід від Клуж-Напоки.

## Населення
За даними перепису населення 2002 року у селі проживали 843 особи, усі — румуни. Усі жителі села рідною мовою назвали румунську.